# Justicia funckii
Justicia funckii är en akantusväxtart som beskrevs av Gustav Lindau. Justicia funckii ingår i släktet Justicia och familjen akantusväxter. Inga underarter finns listade i Catalogue of Life.